# Usher Hall
Usher Hall és una sala de concerts que es troba a Edimburg, Escòcia. Fou construïda amb una capacitat d'unes 2200 persones.

## Història
La construcció de la sala va ser finançada per Andrew Usher, un destil·lador de whisky, que va donar 100.000 lliures esterlines a la ciutat específicament per finançar una nova sala de concerts. L'elecció del lloc va causar retards, però el 1910 es va anunciar un concurs d'arquitectura amb el requisit que la sala fos senzilla però digna. L'oferta guanyadora (una de les 130 entrades) provenia de Stockdale Harrison i Howard H Thomson de Leicester. El disseny va ser en part una reacció contra el gòtic victorià, amb un retorn a les característiques clàssiques.
El 19 de juliol de 1911, George V i la reina Mary van establir dues pedres commemoratives, un esdeveniment al qual van assistir més de mil persones.
L'edifici acabat es va inaugurar oficialment el 16 de març de 1914 amb un concert amb música de Handel, Bach, Wagner, Beethoven i el compositor escocès Hamish MacCunn.
El cost final de la construcció d' Usher Hall va ser de 134.000 lliures. Andrew Usher va morir abans que s'acabessin les obres.
Des de la seva inauguració l'any 1914 és el centre de la vida musical de la ciutat. És la seu oficial del Festival d'Edimburg —inaugurat per Bruno Walter i per l'Orquestra Filharmònica de Viena— i de la Royal Scottish National Orchestra, a més de la Scottish Chamber Orchestra, Scottish Fiddle Orchestra, National Youth Orchestra of Scotland i l'Edinburgh Royal Choral Union.
L'any 1972 s'hi va celebrar el Festival d'Eurovisió.

## Actualment
L'Usher Hall és propietat i és gestionat pel City of Edinburgh Council, sent usat de forma gairebé constant. A més de ser un dels llocs principals del Festival Internacional d'Edimburg, s'hi realitzen altres esdeveniments, com ara la "Cerimònia de memòria de l'Holocaust" i el "Concert Memorial Colin O'Riordan". Les cerimònies d'entrega de les Claus de la ciutat han tingut lloc a la sala al llarg dels anys, sent la més recent per l'actor i icona escocesa Sean Connery l'any 1991.
El 13 d'abril de 1996, després d'un concert, una gran peça de guix del sostre va caure a l'auditori. Només tres cadires van ser danyades, però aquest esdeveniment va ser només un exemple de l'estat de degradació en el qual el Hall estava caient. Les reparacions vitals eren necessàries per fer que l'edifici estigués a prova de vents, fos estanc i segur. Basant-se en el finançament del Lottery and Arts Council, la ciutat d'Edimburg va emprendre un pla de 25 milions de dòlars per a fer que la sala tornés a ser segura i millorar i adequar les seves instal·lacions incloent-hi l'auditori per a esdeveniments de tipus Promenade i la creació de noves instal·lacions de catering i entrades. Malauradament, encara en la fase de disseny, l'aportació del Fons de Loteria va fallar i el Council Arts va retirar el seu suport i el projecte es va esfondrar.
L'any 2002 es van anunciar plans per a una segona fase de rehabilitació, amb plans per augmentar els 11 milions addicionals requerits. El 2007 es va iniciar la segona fase, que va permetre millorar les instal·lacions i els espais públics, inclosa la construcció d'un nou ala de vidre. El treball es va completar l'any 2009 amb un cost de 25 milions de lliures, amb la reobertura del saló principal del Festival i la finalització de la nova ala.